# Tetraibidion aurivillii
Tetraibidion aurivillii là một loài bọ cánh cứng trong họ Cerambycidae.